# Райгородок
Ра́йгородок — селище в Миколаївській міській територіальній громаді Краматорського району Донецької області.
До 2020 року центр Райгородоцької селищної ради.

## Географія
Селище Райгородок знаходиться на північний схід від Краматорська, на річці Казенний Торець, поблизу впадання її до Сіверського Дінця.
Через селище проходить залізниця, станція Соболівка. Райгородок займає площу 327,6 га.
На півночі селища розташований крейдяний кар'єр з насипами-териконами заввишки 50 і 55 метрів.

## Герб
На перетятому зубоподібно у два видимих зубця на червоне та срібне щиті - зелений стовп в срібній вузькій крученій облямівці, обтяжений срібним мечем Архістратига Михаїла вістрям догори, супроводжуваний по боках двома срібно-червоними стрілами вістрям додолу

## Історія
На початку XX ст. В. Ф. Спесивцевим було виявлено золотоординське поселення. В інформації про ці дослідження згадуються залишки мечеті, будівлі з цегли. На пам'ятці були знайдені золотоординські монети датовані 1356—1384 роками. В районі поселення досліджувалися й поховання кочівників.
Згідно деяких джерел Райгородок заснований у XV столітті. За народними переказами спочатку село називалося Городком, згодом, за неповторну красу навколишньої природи, перейменоване на Райгородок. У зв’язку із зміною русла рік Казенного Торця і Сіверського Дінця село перемістилося на мальовничі схили з крейдяними горами.

### Слобідська Україна
Райгородок лежав на землях бродників. Згодом належав до Кальміуської паланки.
Згідно з актами, Святогірський монастир, заснував під захистом Сухарєва городка, Рєпін юрт Хрестівський юрт, поселення у вигляді хуторів. Хрестівський юрт фігурував вже за переписними книгами монастиря від 1665 року. Ці землі пізніше відійшли до торських та маяцьких козаків.
Заснування містечка Козацька Пристань (нині селище Райгородок) пов’язують з заснуванням Маяцького острога, який не міг повноцінно виконувати свою охоронну функцію. Проте й місце нового поселення виявилося не надто вдалим, бо часто його підтоплювали повені, які завдавали шкоди. Незважаючи на це люди жили тут тривалий час, що можна пояснити стратегічно важливим місце розташування містечка Козацька Пристань.
Ґрунтовне освоєння краю почалося з другої половини ХVІІ ст. Тут упереміш селилися донські та запорозькі козаки, селяни-втікачі з Правобережної України й Півдня. Велике значення для заселення регіону мав солеваренний промисел. Біля Торських соляних озер виникли 1663 року Маяцький городок, у 1676 року – фортеця Тор (Соляний), а на початку XVIII століття - Райгородок.
Поселення Райгородок було засновано 1708 року.
Райгородок спочатку розташований був при гирлі річки Торець. Ще у XIX столітті було видно залишки колишнього валу і будівель. Там же був храм.
При створенні Бахмутської провінції (1719 рік) у складі Азовської губернії Райгородок з іншими населеними пунктами, увійшов до її складу. 1725 року Азовську губернію було перейменовано на Воронізьку.
У квітні 1735 року фортеця та храм Архангела Михаїла були перенесені на нове місце через розливи Донця. Старе місце носить назву Козацька пристань.
Після повстання Кіндрата Булавіна містечко було зруйноване, а землі відібрано у козаків і передано в управління слобожан.
1759 року однодворці Райгородка, внаслідок клопотання полкової старшини Ізюмського козацького полку, були відділені від місцевих козаків-черкасів та переселені на річку Айдар, де вони заснували нову слободу Райгородок. А у старому (теперішньому) Райгородку зосталося лише українське населення, до яких долучалися нові переселенці.
З 1787 поселення року увійшло до складу Ізюмського повіту Харківського намісництва (з 1797 року Слобідсько-Українська губернія, з 1835 року Харківська губернія). Був у складі Харківської губернії до самої ліквідації «повітово-губернського» поділу 1925 року.
1831 року на хуторі Пискунівка з'явилася холера, а потім розповзлася по всьому приходу, померлих від хвороби налічувалося 99 осіб.
1833 року відбувся страшний неврожай хліба та голод, внаслідок якого люди вимушені були їсти навіть кору дерев. Від такої їжі померло у болісних стражданнях вісім людей, а від голоду померло 26 осіб.
У 1847—1848 роках знову з'явилася холера, від якої померли п'ятдесят людей.
Наприкінці 1848 року, початку 1849 року мешканців спіткала «скорбутна хвороба» (цинга), від якої загинуло 122 особи. Крім того наслідки поганих врожаїв, та смерті худоби, довели мешканців до зубожіння.
Навесні 1849 року, рівень води піднявся так високо, що річка підтопила церкву та зруйнувала церковну огорожу, вигнала священнослужителів з дому. Також було пошкоджено будинки мешканців. Найбільш високий рівень води був 16 квітня.
1899 року Райгородок був слободою Ізюмського повіту Харківської губернії, населення якої становило 2200 осіб.
З листопада 1917 року — під владою УНР.
З 29 квітня по 14 грудня 1918 року — в складі Української Держави.

### Радянський період
З грудня 1922 року встановлюється радянська окупація.
1932 року СРСР вводить новий адміністративний поділ (район-область). 2 липня було утворено Донецьку область УРСР, до складу якої входить і Райгородок.

27 жовтня 1938 року, Указом Президії Верховної Ради УРСР, селу Райгородок надано статус селища міського типу.

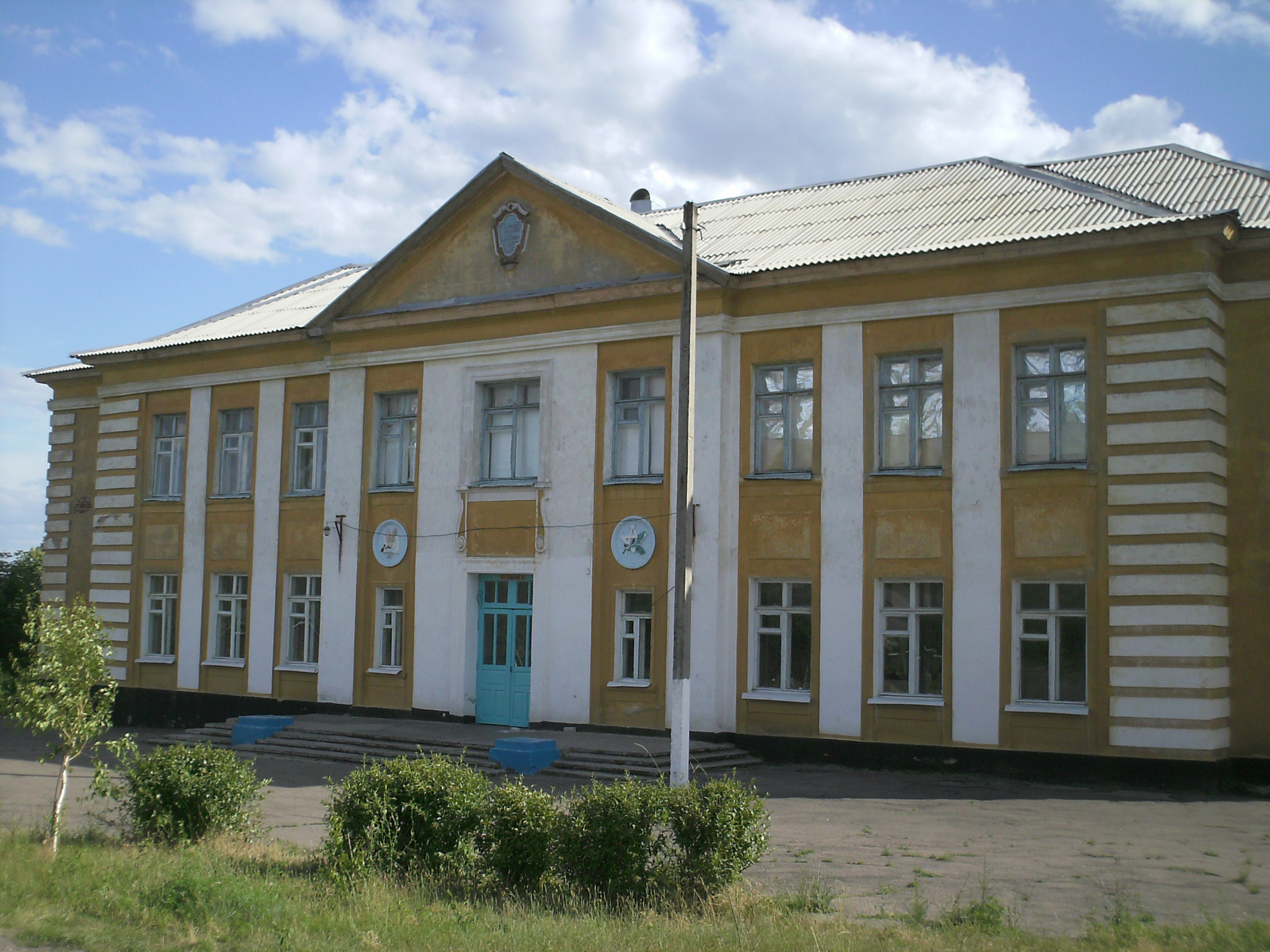
Школа, проєкт 1952 року

На території селища був розміщений 3-й відділок радгоспу ім. Шевченка. У господарстві відділку — 1158 га орної землі; виробничий напрям — вирощування овочів, розвинуте м’ясо-молочне тваринництво.
В Райгородоцькій середній школі працювала заслужена вчителька М. П. Андреева. Був клуб, 3 бібліотеки. Функціонувала лікарня. Відкрито дитячий комбінат і дитсадок.
26 січня 2024 року, відповідно до Закону України «Про порядок вирішення окремих питань адміністративно-територіального устрою України», категорія селищ міського типу в Україні замінюється на категорію населеного пункту «селище».

### Російсько-українська війна
Коли Лиман був захоплений ЗС РФ, селище піддавалося артилерійським обстрілам російських військових.
6 жовтня 2022 року під час відступу російські військові підірвали дамбу внаслідок чого селище було підтоплено.

## Релігія

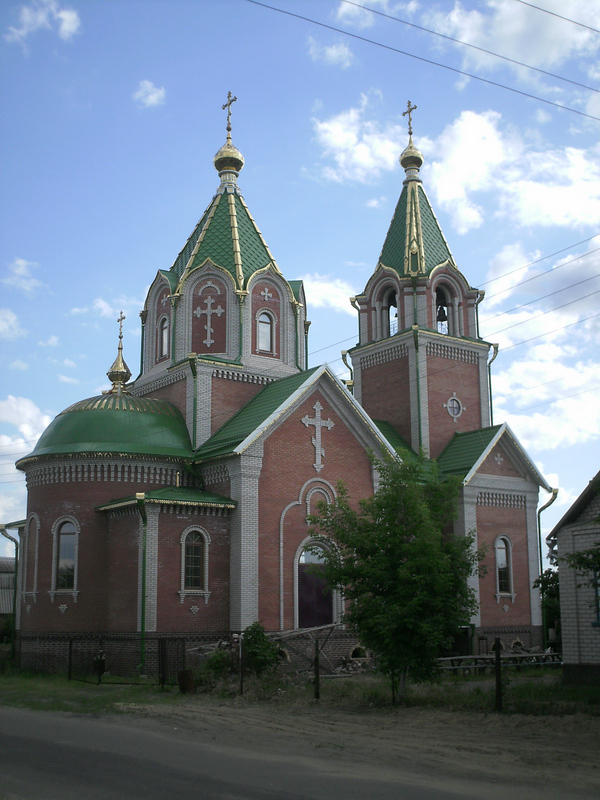
Свято-Михайлівський храм

Перший храм у Райгородку було збудовано в середині 17 століття, коли тут, на березі річки Торець, поблизу переправи, почали селитися запорозькі козаки. Церкву було освячено на честь собору Архістратига Михаїла. Вона була глинобитна і часто руйнувалася після весняної повені.
1713 року митрополитом Білгородським Іларіоном (Властелинським), було посвячено Іллю Боярського у священики храму Архангела Михаїла села Райгородок Ізюмського козацького полку.
Через те, що 1718 року церкву розмило водою, а нова не побудована, а в самому селі залишилося тільки одинадцять дворів, священик Ілля Боярський просився перевести його до села Гусинки.
1746 року при Архангельській церкві села Райгородок, вказано вже 77 дворів. Священиком на той час був Михайло Боярський.
1749 року було збудовано новий храм, замість майже зруйнованого старого.
1780 року було збудовано новий храм, на честь собору Архістратига Михаїла.
1841 року, зусиллями райгородського мешканця Іоанна Васильовича Качконоженка було відновлено храм, на це він пожертвував 1722 карбованців асигнаціями. 1874 року церква зазначала чергового відновлення. 1885 рокубуло призначено священика Василя Спесивцева (1863 року народження).
1887 року вирішено було спорудити більш міцну дерев'яну однопрестольну церкву за проєктом Ф. І. Данилова. Нову церкву було освячено на честь дива Архістратига Божого Михаїла. Її першим настоятелем став протоієрей Василь Спесівцев. При храмі було дві іконописні майстерні, які виготовляли ікони для всієї округи.
1893 року було призначено псаломщика Іоанна Павлова (від 1897 року, також диякон).
ВІд 1902 року церковний староста - селянин Онисим Чалий.
За штатом 1904 року, при храмі мали бути: священик, диякон та псаломщик. Зарплатня священика становила 141 карбованець, 12 копійок; псаломщика — 35 карбованців, 28 копійок.
Райгородок належав до Харківської єпархії і входив до четвертого округу Ізюмського повіту.
Ця дерев'яна церква проіснувала до 1937 року, коли радянська влада, що прийшла до Райгородка, вирішила її закрити. Того часу в храмі влаштовували клуб, колгоспну комору.
Священик, який служив тут, - протоієрей Антоній Попов - був відправлений на поселення в далеке місто Бійськ Алтайського краю. На засланні талановитий священик писав картини та музику для церковних співів. Його спів тропаря Архістратигу Михаїлу досі звучить у райгородському храмі.
На заслання священик вирушив один – його дружина, донька першого настоятеля храму протоієрея Василя Спесівцева, рано померла від хвороби. Коли отець Антоній 1947 року повернувся до рідного села, його храму вже не було: під час війни Михайлівська церква, збудована, за спогадами старожилів, із цінного дерева — осмоленого дуба, була підірвана, а потім розібрана на матеріали.
З поверненням священика у Райгородку знову виникла православна громада. Проте місцева влада відмовила у реєстрації громади та забороняла проводити богослужіння. Дозволи зареєструвати громаду та відкрити храм у Райгородці жителі досягли самого Сталіна, до якого відправили делегацію.
Служби велися в колишньому дияконському будинку, який під час війни був переобладнаний під дитбудинок, а після війни був порожнім. Протоієрей Антоній Попов любив своїх парафіян. Він прослужив тут до смерті в жовтні 1951 року. Отця Антонія було поховано в церковному дворі свого нового храму.
Переслідування парафіян та священиків від радянської влади у Райгородку тривали до початку 1960-х років. Гоніння і глузування зазнав священик Іоанн Пацура — духовний син протоієрея Антонія Попова, який тут служив наприкінці 1950-х років.
У пристосованому приміщенні дияконського будинку служби відбувалися до 1971 року, коли за священика Олексія Буша на місці старої будівлі було збудовано новий, нетиповий Михайлівський храм.
До 1996 року маленька церква не могла вмістити всіх своїх парафіян. 16 червня 1996 року Преосвященніший єпископ Аліпій (Погребняк) здійснив закладку першого каменю для майбутнього типового храму.
Новий храм будувався 14 років коштом парафіян і благодійників. Все в ньому – від кладки каменю до оздоблювальних візерунків ручної роботи та престолу – зроблено райгородськими майстрами-умільцями. Особове оздоблення храму каменем виконав майстер Ігор Ворощук. Куполи церкви виготовив краматорський майстер, а дзвони було відлито на Донецькому металургійному заводі. Церква має 25 метрів заввишки, висота дзвіниці — 35 метрів. Михайлівський храм був освячений у 2010 році.
На місці розташування церкви в колишньому козацькому містечку Козача Пристань встановлено хрест, як нагадування про перші охоронні козацькі поселення на території Донеччини.

## Промисловість
Колись Райгородоцькі поклади солі були однією з трьох ділянок Слов’янського родовища. На західній частині Райгородка й зараз можна зустріти озерця, береги яких вкриває сіль, що випарувалася з води влітку.

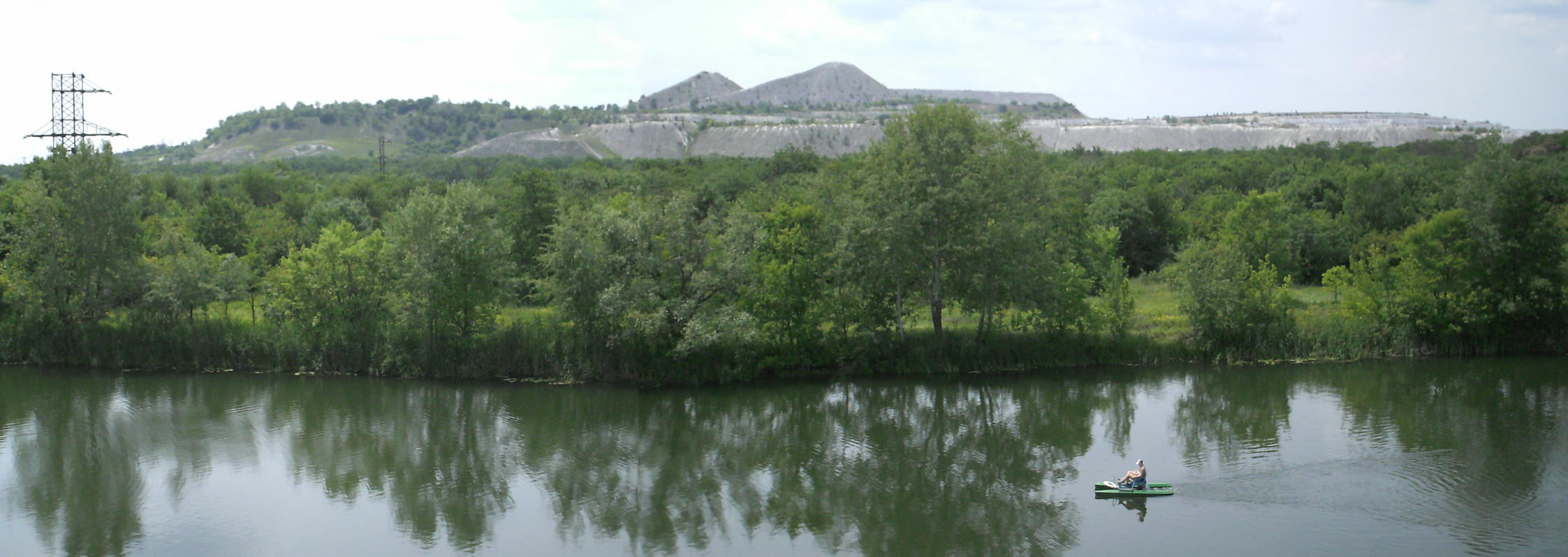
Крейдяні терикони

### Райгородоцьке родовище крейди
Це одне з найбільших родовищ крейди для письма у Північній Донеччині відкритого способу видобування. Кар’єр розроблявся з 1947 року як сировина для Слов’янського содового заводу, основними компонентами для якого є крейда і соляна ропа.
Площа розробки родовища сягає більш ніж 163 гектари.
Крейда була необхідна для виробництва кальцинованої соди, що йшла на потреби металургійної промисловості. Для постачання сировини до Ново-содового заводу у м.Слов’янськ була побудована канатна дорога довжиною 9 км, а порожню породу на вершину терикона відвозила вагонетка.
Ще робочу канатну дорогу, а також унікальні краєвиди Райгородка та крейдяного кар'єру можна побачити у фільмі «Пошук» 1967 року.
Канатна дорога проходила подекуди приватним сектором, де натягували спеціальну захисну сітку. У 90-х роках видобуток крейди значно знизився, а згодом і зовсім припинився. Канатну дорогу демонтували. Залишки конструкції можна ще побачити у Селезнівці.

Сьогодні на території кар’єру переробляють та реалізують крейдяну крихту.

## Населення
| Рік  | Осіб чоловічої статі | Осіб жіночої статі | Кількість |
| ---- | -------------------- | ------------------ | --------- |
| 1732 | 45                   |                    |           |
| 1750 | 630                  | 603                |           |
| 1770 | 719                  | 670                |           |
| 1790 | 1196                 | 1162               |           |
| 1810 | 1511                 | 1536               |           |
| 1830 | 1640                 | 1748               |           |
| 1850 | 1718                 | 1851               |           |
| 1903 |                      |                    | 2500      |
| 1904 | 1388                 | 1314               |           |
| 2001 |                      |                    | 3902      |

### Мова
Розподіл населення за рідною мовою за даними перепису 2001 року:
| Мова            | Кількість | Відсоток |
| --------------- | --------- | -------- |
| українська      | 3456      | 88.57%   |
| російська       | 427       | 10.94%   |
| білоруська      | 6         | 0.15%    |
| вірменська      | 2         | 0.05%    |
| румунська       | 1         | 0.03%    |
| інші/не вказали | 10        | 0.26%    |
| Усього          | 3902      | 100%     |